# Baščaršija

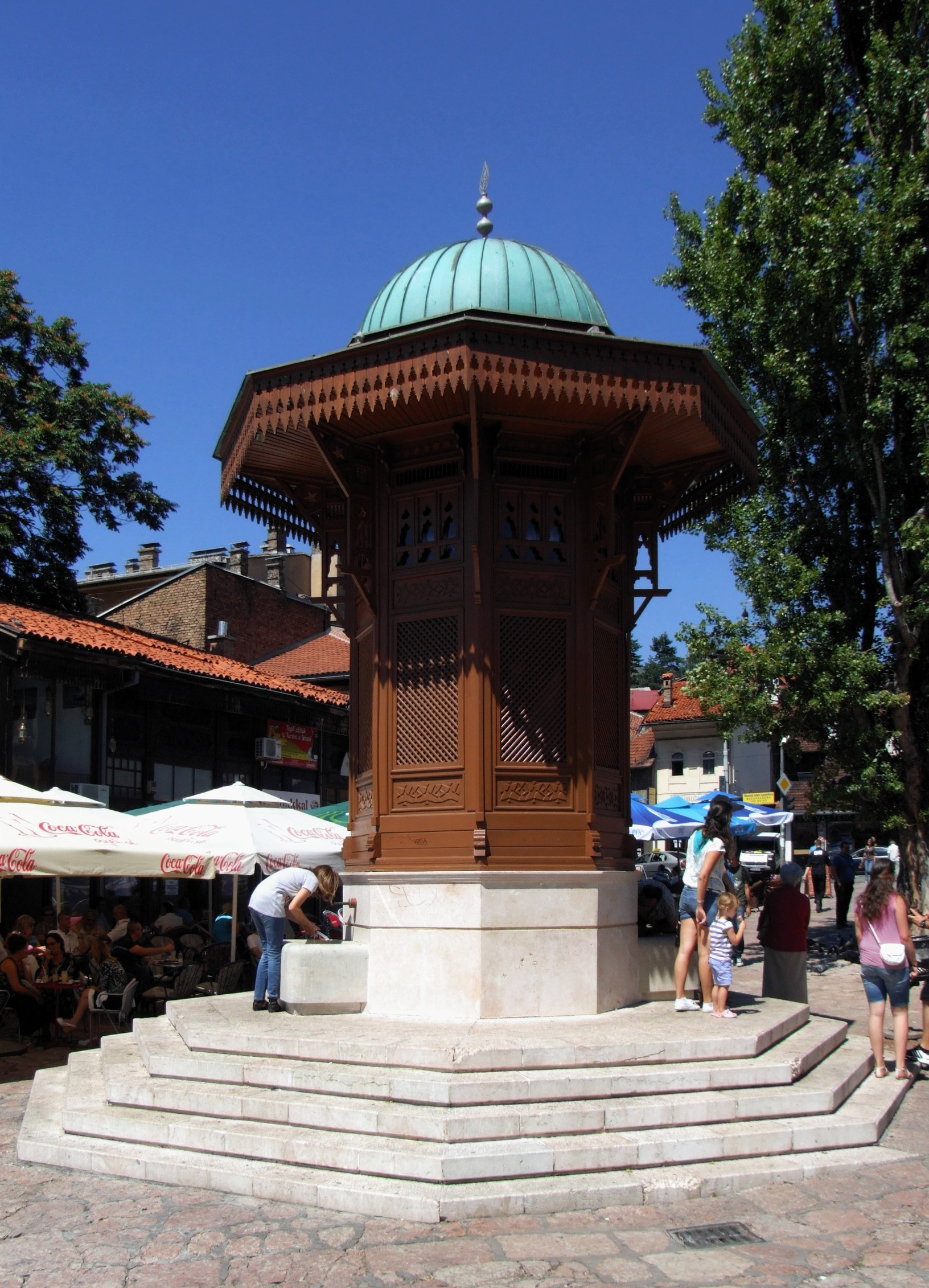
Baščaršija – studzienka Sebilj

Baščaršija – główny bazar (targ) miejski w Sarajewie, położony na tamtejszej starówce.
Bazar ma wielowiekową tradycję. Zaaranżowany jest na planie okręgu (nazwa pochodzi z języka arabskiego i oznacza właśnie krąg). Zabudowany kamiennymi, masywnymi kramami, z których wiele dysponuje własnymi podwórkami. Obiekt służył wyłącznie handlowi – nie był zamieszkały w nocy. Pilnowali go wtedy specjalnie wyznaczeni strażnicy – pasvandžije, pobierający pokaźne haracze od kupców, którzy zapomnieli zamknąć swój kram (pilnowali go wtedy rzetelnie przez całą noc). Na terenie obiektu panowało specjalne prawo targowe. Centralnym punktem bazaru jest Sebilj – charakterystyczna studzienka wyglądem przypominająca grzybek, będąca pozostałością po jednym z pierwszych europejskich wodociągów. 
Do dziś Baščaršija jest jedną z największych atrakcji turystycznych Sarajewa, pełniąc nadal swoją rolę. W pobliżu znajduje się miejsce zamachu na Arcyksięcia Franciszka Ferdynanda (ul. Zelenih Beretki). 
Baščaršija to także jeden z najważniejszych przystanków sarajewskiej sieci tramwajowej.